# Carrer porxat de Vila-robau
El carrer porxat de Vila-robau és un carrer de Ventalló (Alt Empordà) inclòs en el seu conjunt en l'Inventari del Patrimoni Arquitectònic de Catalunya.

## Descripció
És un carrer situat dins del poble de Vila-robau, a l'extrem nord-oest de Ventalló al qual pertany. El traçat del carrer travessa el nucli antic del poble de sud a nord, des de la plaça de Sant Andreu.
Es tracta d'un carrer estret format per dos trams diferenciats, que discorre per la part de llevant del nucli antic. El tram inicial és més llarg que el posterior i consta de dues parts diferenciades, una primera completament tancada seguida d'una altra part porticada. L'inici del carrer des de la plaça ha estat restaurat. Està cobert amb una volta de canó arrebossada i emblanquinada, i presenta un arc de mig punt bastit amb dovelles just a l'accés. El següent tram s'estreny respecte al tram inicial i presenta una llarga i estreta volta d'arc rebaixat, bastida amb pedra sense desbastar lligada amb abundant morter de calç.
La volta conserva restes de l'encofrat utilitzat per bastir-la, tot i que amb alguna reforma recent. Totes dues voltes estan recolzades als murs dels edificis veïns. A partir d'aquí, el carrer és porticat i continua presentant volta rebaixada, en aquest cas arrebossada. Per la banda de llevant, aquesta volta està sostinguda per dos pilars rectangulars bastits amb pedra desbastada i refets amb maons. Els pilars estan enllaçats per dos grans arcs rebaixats, que obren el carrer cap a la banda oriental del nucli. Al mur de ponent hi ha la porta d'accés a l'habitatge en el que la volta es recolza. L'últim tram del carrer, força més curt, està situat a escassa distància del davanter, però entre tots hi ha un tram descobert. Està cobert amb una volta de canó bastida amb pedra i conserva restes de l'encanyissat original. És probable que aquest tram del carrer es pugui identificar amb un portal de l'antic recinte emmurallat del poble. Pel que fa al paviment del carrer, actualment està completament restaurat, però es tracta d'un paviment empedrat. El paviment del tram porticat és esglaonat, salvant així el desnivell entre l'interior i l'exterior del nucli.